# Willibald Kreß
Willibald Kreß (ur. 13 listopada 1906 we Frankfurcie nad Menem, zm. 27 stycznia 1989), niemiecki piłkarz, bramkarz. Brązowy medalista MŚ 34.
W reprezentacji Niemiec zagrał 16 razy. Debiutował 2 lutego 1929 w meczu ze Szwajcarią, ostatni raz zagrał podczas MŚ 34 – w turnieju rozegrał trzy spotkania, w meczu o brązowy medal zastąpił go Hans Jakob. Był wówczas zawodnikiem Dresdner SC. W klubie tym spędził ponad 10 lat (1933–1944), a w 1943 i 1944 zostawał mistrzem kraju. Wcześniej grał w Rot-Weiß Frankfurt i FC Mulhouse.